# Rossend Marsol Clua
Rossend Marsol Clua, bekannt unter dem Pseudonym Sícoris, (* 22. Oktober 1922 in Artesa de Segre; † 17. Januar 2006 in Andorra la Vella) war ein katalanisch-andorranischer Schriftsteller und Journalist. Er war unter anderem Mitarbeiter der Zeitungen La Mañana (1959–1990) und La Vanguardia (1965–1978). Er arbeitete bei Ràdio Andorra und Ràdio Valira mit und publizierte Lyrikbände. Das Literaturfestival Nit Literària Andorrana wurde seit dessen Gründung 1978 von Rossend Marsol bis zu seinem Tod präsentiert.

## Werke (Lyrik)
- Cel i muntanya, Les Escaldes 1989
- Festa major, Les Escaldes 2001
- La terna dels Valires, Andorra la Vella 2003